# Leda e o Cisne (Vieira Portuense)
Júpiter e Leda, ou Leda e o Cisne, é uma pintura a óleo sobre tela realizada em 1798 pelo pintor português do neoclassicismo Francisco Vieira (1765-1805) e que se encontra atualmente no Museu Nacional de Arte Antiga.
A pintura ilustra o mito de Leda, mulher rei de espartano Tíndaro, que se encontra com Júpiter que se junta a ela disfarçado de cisne. Júpiter era tentado frequentemente pela beleza doutras mulheres e assumia vários disfarces a fim de esconder os seus encontros amorosos da sua esposa, a deusa Juno, uma vez tomando a forma de uma águia, noutra escondendo-se numa nuvem escura mesmo estando um dia claro e neste caso transformando-se num cisne.
A nota informativa do MNAA ao lado da obra exposta refere o seguinte: “Esta foi uma das três pinturas que Vieira expôs em Londres, em 1798, no Salão Anual da Royal Academy of Arts, e é por certo uma das suas obras maiores e uma das melhores paisagens da pintura portuguesa. Vieira baseou-se, para o grupo de Leda, numa gravura de um quadro de um discípulo de Nicolas Poussin (1594-1665) e, por certo, a representação da natureza é aqui devedora da pintura de paisagem do classicismo seiscentista. Une-se, nesta composição, o teatro da mitologia à paisagem teatralizada, e a pequena figura, à esquerda, que espreita a cena acentua o desvendar voyeurista com que a pintura apela ao espectador.”

## Descrição e história
Leda está nua e recostada sobre um manto branco, à beira de um ribeiro, aguardando a chegada de Júpiter transformado em cisne. Um cupido alado atira a seta enquanto outros amores ladeiam a deusa.
Segundo Regina Anacleto, esta pintura mostra uma evolução da maneira de pintar de Francisco Vieira que aplica tonalidades mais claras e porque o desenho se torna mais suave. No arvoredo surgem com bastante densidade os castanhos, destacando-se o nu voluptuoso a recortar-se no manto carmim. O tema mitológico e que havia sido tratado por muitos pintores no passado revela uma certa frivolidade de que Vieira se afastará mais tarde.
E ainda segundo a mesma académica, as pinturas mais marcantes de Francisco Vieira encontram-se nas suas paisagens com figuras, designadamente A Fuga de Margarida de Anjou e Leda e o Cisne, que apresentam as personagens submergidas pela grandiosidade da paisagem. Nesta obra diversos autores pretendem encontrar influências de Correggio, de Francesco Albani e nos pintores da Escola de Norwich (pintores estes que se inspiraram por sua vez em pintores de paisagens holandeses do Século de Ouro como Hobbema e Ruisdael).
Francisco Vieira executou Leda e o Cisne em Londres, cidade onde viveu entre 1797 e 1801 e onde expôs a obra na Academia Real Inglesa. Antes, cerca de 1797, Francisco Vieira havia realizado em Viena uma outra pintura de tema mitológico, Narciso na Fonte, que é considerada o par de Leda e o Cisne. Após a aquisição pelo Estado, em 2014, de Narciso na Fonte, pelo montante de 25.000 euros, as duas obras encontram-se actualmente juntas no MNAA.

## Galeria

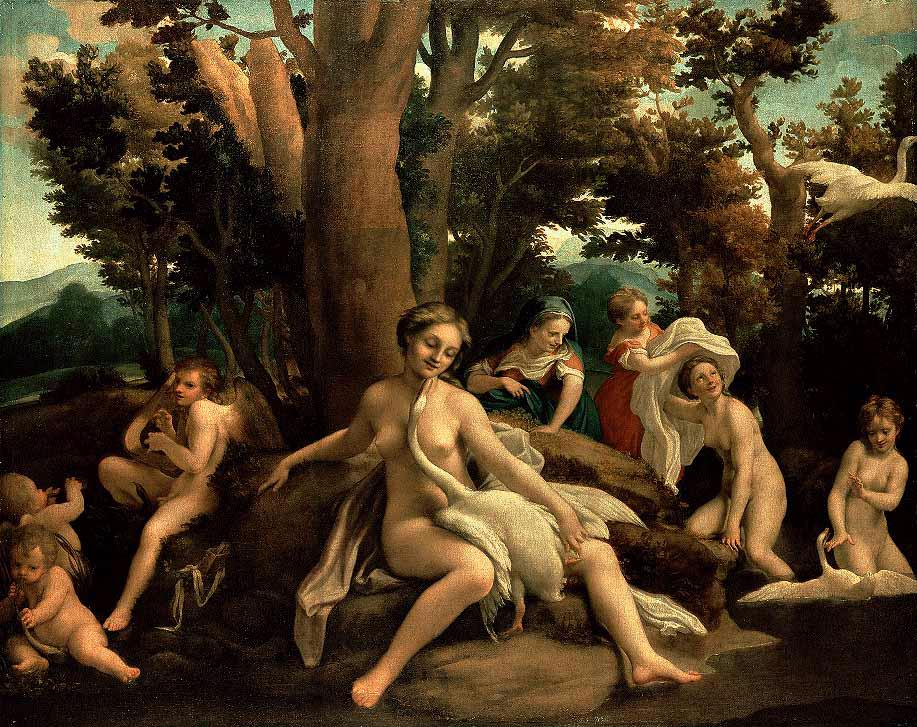
Leda e o Cisne (1530-31), de Correggio, na Gemäldegalerie, Berlim
Paisagem com Vénus e Cupidos, de Francesco Albani (1578–1660), no Museu Nacional de Belas-Artes da Suécia, Estocolmo
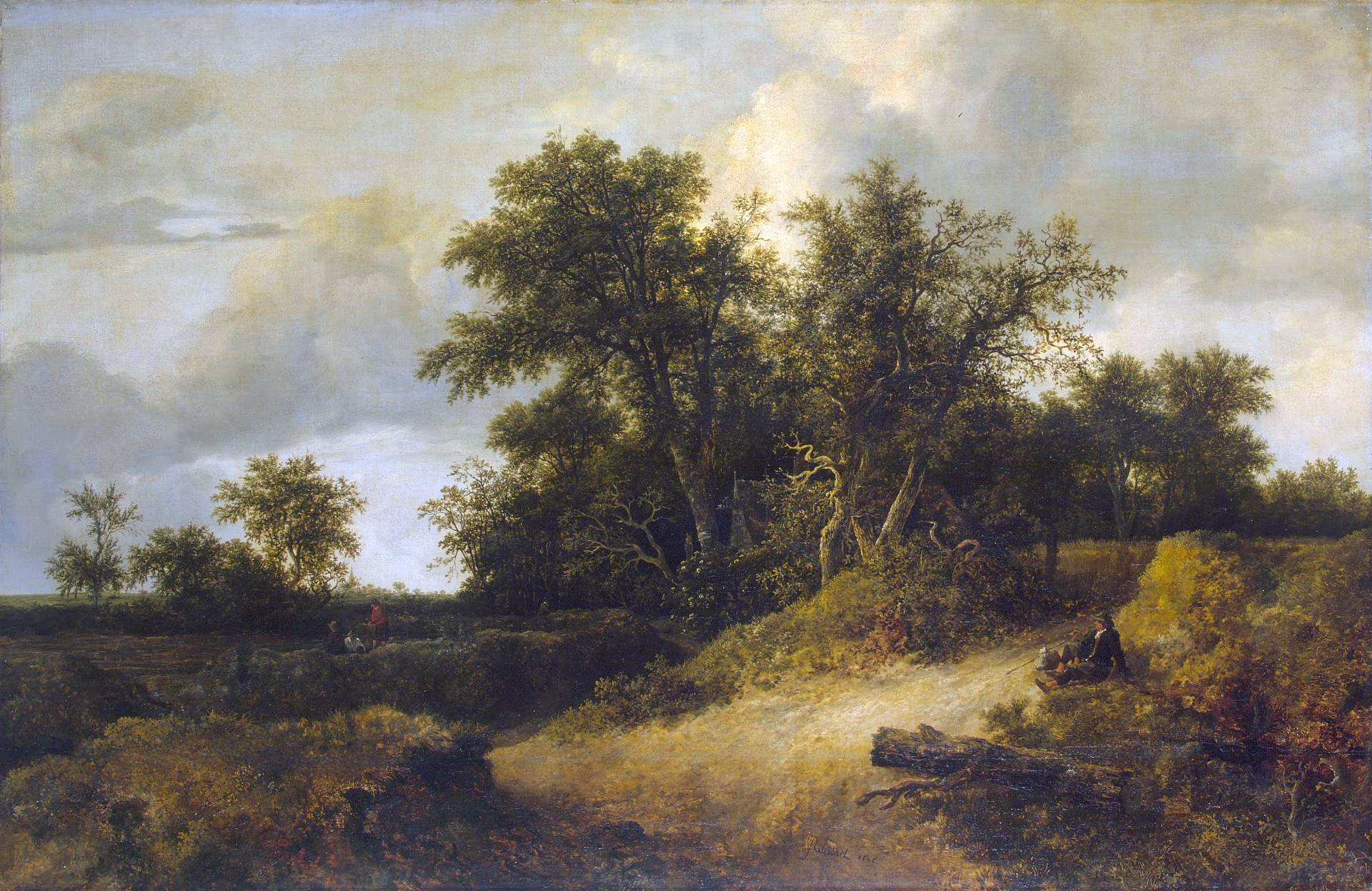
Paisagem Dunar (1646), de Jacob van Ruisdael (1628–1682), no Hermitage, Moscovo.

### Ligação externa
- Página oficial do Museu Nacional de Arte Antiga